# Nikolaj Valujev
Nikolaj Sergejevitj Valujev (russisk: Никола́й Серге́евич Валу́ев) (født 21. august 1973) er en russisk bokser, som vandt World Boxing Association titel i 17. december 2005 ved at slå amerikanske John Ruiz. Siden har han forsvaret titelen fire gange. 14. april, 2007, tabte han sin titel til Ruslan Tjagaev, hvilket blev afgjort ved afstemning. Han genvandt sin WBA titel 30. august 2008. Han kaldes "The Beast From The East" (Bæstet fra Østen), når han skal promotes til boksekampe.